# Пересмішник жовтодзьобий
Пересмішник жовтодзьобий (Margarops fuscatus) — вид горобцеподібних птахів родини пересмішникових (Mimidae).

## Поширення
Вид поширений на Багамських островах, Пуерто-Рико, Віргінських островах, островах Теркс і Кайкос, Домініканській Республіці, багатьох Малих Антильських островах та на острові Бонайре. Вимер на Гренаді та на острові Ла-Горкілья північного узбережжя Венесуели.

## Підвиди
- M. f. fuscatus (Vieillot, 1808); Багами, острови Теркс і Кайкос, Пуерто-Рико, Антигуа і Барбуда; має світло-коричневе оперення.
- M. f. densirostris (Vieillot, 1818); Монтсеррат, Гваделупа, Мартиніка; темно-коричневе оперення.
- M. f. bonairensis Phelps(інші мови) & Phelps, Jr.(інші мови), 1948; Бонайре; сіро-коричневе оперення.
- M. f. klinikowskii Garrido(інші мови) & Remsen(інші мови), 1996; Сент-Люсія; червоно-коричневе оперення.